# Livade kod Čaglina
Livade kod Čaglina este o arie protejată (sit de importanță comunitară — SCI) din Croația întinsă pe o suprafață de 199,82 ha, integral pe uscat.

## Localizare
Centrul sitului Livade kod Čaglina este situat la coordonatele 45°20′13″N 17°58′52″E / 45.337081°N 17.980993°E.

## Înființare
Situl Livade kod Čaglina a fost declarat sit de importanță comunitară în iulie 2013 pentru a proteja 2 specii de animale.

## Biodiversitate
Situată în ecoregiunea continentală, aria protejată conține 1 habitat natural: Fânețe de joasă altitudine (Alopecurus pratensis, Sanguisorba officinalis).
La baza desemnării sitului se află mai multe specii protejate de  nevertebrate (2): fluturele auriu (Euphydryas aurinia), fluturele purpuriu (Lycaena dispar).
Pe lângă speciile protejate, pe teritoriul sitului au mai fost identificate 1 specie de plante.